# Bruno Thibout
Pour les articles homonymes, voir Thibout.
Bruno Thibout, né le 8 mai 1969 à Neufchâtel-en-Bray (Seine-Maritime), est un coureur cycliste français professionnel entre 1993 et 2004.

## Biographie
Bruno Thibout commence sa carrière professionnelle en 1993 dans l'équipe Castorama. Durant sa première année, il monte sur le podium du Tour de Vendée et obtient des places d'honneurs au championnat de France sur route, à la Coppa Placci (5e) et aux Quatre Jours de Dunkerque (7e). Il participe à son premier Tour de France l'année suivante. Sur le Tour de France 1995, il obtient de bonnes places tant au sprint (6e à Charleroi) qu'en contre-la-montre (10e du prologue et 8e de l'étape entre Huy et Seraing). Il abandonne lors de la 12e étape alors qu'il est 19e au classement général. Troisième du championnat de France contre-la-montre cette année-là, il est recruté par l'équipe américaine Motorola en 1996. Il y remporte une étape du Tour de Suède et prend la quatrième place de l'étape de moyenne montagne du Tour se concluant à Hendaye.
En 1997, Bruno Thibout rejoint la nouvelle formation Cofidis. Il participe au Tour d'Espagne aux côtés du triple vainqueur Tony Rominger. Thibout est néanmoins le meilleur coureur Cofidis au classement final (30e). En outre, il se classe troisième au sommet du Monte Naranco.
Redescendu chez les amateurs en 1999, il fait son retour chez les professionnels en 2000 dans l'équipe Jean Delatour et termine sa carrière en 2004 avec RAGT Semences.

## Palmarès
- 1988
  - 2e des Trois Jours de Cherbourg
- 1990
  - 2e des Trois Jours de Cherbourg
- 1991
  -  Champion de France militaires sur route
  - Champion de Normandie sur route
  - Prologue du Circuit des Mines[4]
  - 1re étape du Tour du Béarn
  - 2e du Grand Prix Pierre-Pinel
  - 2e de Rouen-Gisors
  - 2e des Trois Jours de Cherbourg
- 1992
  - Boucles catalanes
  - Circuit méditerranéen
  - Grand Prix de Vougy
  - Tour du Béarn
  - 2e de Bourg-Oyonnax-Bourg
  - 3e de La Tramontane
  - 3e de Paris-Ézy
  - 3e de Paris-Chauny
- 1993
  - 2e du Tour de Vendée
- 1995
  - 3e du championnat de France sur route
- 1996
  - 5e étape du Tour de Suède
- 1999
  - Tour du Lot-et-Garonne
  - 2e du Grand Prix de Buxerolles
  - 2e du Circuit du Marensin
  - 3e du Circuit des Vins du Blayais
  - 3e de la Primevère Montoise

## Résultats sur les grands tours

### Tour de France
3 participations
- 1994 : 91e
- 1995 : abandon (12e étape)
- 1996 : 55e

### Tour d'Italie
2 participations
- 1993 : 85e
- 1995 : 47e

### Tour d'Espagne
3 participations
- 1997 : 30e
- 1998 : abandon
- 2000 : abandon (7e étape)